# Kate Nash
Kate Nash (née le 6 juillet 1987 à Harrow à Londres) est une chanteuse et compositrice britannique. Elle a grandi dans le quartier londonien de Harrow.
Ses premiers concerts étaient principalement composés de reprises, dont Rudebox de Robbie Williams. Elle a ensuite créé une page sur le site MySpace, ce qui lui a permis de commencer à se faire connaître et de trouver un imprésario et des producteurs.
En 2018, elle intègre le casting de la série télévisée GLOW, une production Netflix où elle incarne Britannica.

## Discographie

### Albums studio
| Année | Album                 | FR | RU | IRL | BEL/Nl | SUI | AUT | P-B | AUS | É-U | Certification et ventes                                    |
| ----- | --------------------- | -- | -- | --- | ------ | --- | --- | --- | --- | --- | ---------------------------------------------------------- |
| 2007  | Made of Bricks        | 38 | 1  | 8   | 20     | 39  | 51  | 41  | 96  | 36  | Royaume-Uni :Platine Royaume-Uni : 492 600 Monde : 804 100 |
| 2010  | My Best Friend Is You | -  | -  | -   | -      | -   | -   | -   | -   | -   | -                                                          |
| 2013  | Girl Talk             | -  | -  | -   | -      | -   | -   | -   | -   | -   | -                                                          |
| 2018  | Yesterday Was Forever | -  | -  | -   | -      | -   | -   | -   | -   | -   | -                                                          |
| 2024  | 9 Sad Symphonies      | -  | -  | -   | -      | -   | -   | -   | -   | -   | -                                                          |

### Singles
| Année | Single                      | R-U        | IRL | CRO | BEL/Nl | BEL/Fr | P-B | ALL | SUI | AUT | É-U | EUR | Album                 |
| ----- | --------------------------- | ---------- | --- | --- | ------ | ------ | --- | --- | --- | --- | --- | --- | --------------------- |
| 2007  | Caroline's a Victim / Birds | 151limited | —   | —   | —      | —      | —   | —   | —   | —   | —   | —   | Made of Bricks        |
| 2007  | Foundations                 | 2          | 12  | 1   | 12     | 25     | 49  | 43  | 48  | 39  | 116 | 9   | Made of Bricks        |
| 2007  | Mouthwash                   | 23         | —   | —   | —      | —      | —   | —   | —   | —   | —   | 70  | Made of Bricks        |
| 2007  | Pumpkin Soup                | 23         | 40  | —   | —      | —      | —   | 83  | —   | 72  | —   | 76  | Made of Bricks        |
| 2008  | Merry Happy                 | 117        | —   | —   | —      | —      | —   | —   | —   | —   | 112 | —   | Made of Bricks        |
| 2010  | Doo Wah Do                  | —          | —   | —   | —      | —      | —   | —   | —   | —   | —   | —   | My Best Friend Is You |
| 2024  | Space Odyssey 2001          | —          | —   | —   | —      | —      | —   | —   | —   | —   | —   | —   | 9 Sad Symphonies      |

### Autres titres

#### Versions démo
- Caroline's A Victim
- Home is Where the Heart is / Dirt
- Like Maybe
- Mariella
- Merry Happy
- Nicest Thing
- Play
- Stitching Leggings
- We Get On

#### Faces B
- Habanera
- Navy Taxi
- Pistachio Nut (Poem)
- Old Dances
- Stitching Leggings (Studio Version)
- Take 'Em Back (imprimé avec une erreur sous le titre "Take 'Em Out")

#### Collaborations
- Hey Assholes ( Watsky et Kate Nash )
- Biscuit Factory (Kate Nash et Dockers MC)
- Look What You've Done (Lethal Bizzle featuring Kate Nash)
- Me & My Microphone (Kano featuring Kate Nash)
- Rainy Days (The Derelict Projekt featuring Kate Nash)
- Somebody Kill Me (FIDLAR featuring Kate Nash)

#### Reprises
- Fluorescent Adolescent (Arctic Monkeys)
- Hang Me Up to Dry (Cold War Kids)
- I'm Not Gonna Teach Your Boyfriend How To Dance With You (Black Kids)
- Hound Dog (Elvis Presley)
- Irreplaceable (Beyoncé)
- Men's Needs (The Cribs)
- Seven Nation Army (The White Stripes)
- Baby Love (The Supremes)

#### Autres
- Like Maybe (jamais utilisée)
- So Much Older (jamais utilisée)
- This House (Live Version)
- We Get On (Live Version pour la BBC)